# 千葉ニュータウン
千葉ニュータウン（ちばニュータウン）は、千葉県白井市・船橋市・印西市にまたがるニュータウンである。業務核都市に指定されており、千葉ニュータウン都心ビジネスモール地区は都市景観100選に選定されている。

## 概要
千葉県北西部の3市（西から順に白井市・船橋市・印西市）にまたがり、首都圏においては多摩ニュータウンや港北ニュータウンに次ぐ大規模ニュータウンである。東西約18キロメートル・南北2 - 3キロメートルに広がり、総面積は約1,930ヘクタール。1966年に千葉県が単独で事業を開始し、1978年に宅地開発公団（現・UR都市機構）が参画した。印西市においては最も人口が多いエリアである。
北総線および国道464号に沿って発展しており、広大な土地を利用し大型商業施設が相次いで進出している。また、それにより北総エリアにおける一大ショッピングゾーンを築いている。
千葉ニュータウン中央駅（印西市）および印西牧の原駅（同市）周辺は、多くの企業が進出し、印西市における経済・産業の中心地となっている。また、関東平野の中で活断層が無く岩盤が強固であり水害のリスクが低い高台であることから、防災上の理由で多くの金融機関が千葉ニュータウン内に事務センターや郵便局の東日本貯金事務計算センターを配置している。また、同様の理由でIT企業のデータセンターの建設が相次いでいる。また 東日本大震災以降、災害へのリスクヘッジとして、大企業が千葉ニュータウンを拠点に置くことが増えたと同時に、北千葉道路の一部開通により、東京都心と成田国際空港の中間に大敷地でアクセスが良いのが注目され、物流倉庫が多く建設された。別名「物流城下町」と呼ばれている。宅地造成やマンションの建築も盛んであり、分譲地には有名ハウスメーカーが競争して販売している。
ニュータウン地区の町並みは計画的にデザインされ、豊富な商業施設とマンションなどの住居、企業などの職場が有機的に配置され、交通アクセスの利便性を備えた、極めて住みやすい街並みとなっている。一方、ニュータウンの事業区域の周囲には幅広く自然の里山風景が広がっており、動植物とのふれあいやサイクリングなど各種スポーツで自然との共生を楽しむことができる。また、草深原のような貴重な自然も残る。
多摩ニュータウンなど一般的なニュータウンは丘陵地を切り崩して開発したため、坂が多い地形であるのに対し、千葉ニュータウンは平坦な北総台地であることから坂が少なく、高齢者にとって歩きやすい街になっている。『週刊東洋経済』の「住みよさランキング」では、千葉ニュータウンの中核となる市域である印西市が、総合評価で日本第1位に7年連続（2012 - 2018年）でランクインし、住みやすさについて極めて高い評価がなされている。一方で東京都心に向かう最も主要な公共交通機関である北総線の運賃が高額であることが問題になっており、住民と政府との間で運賃の水準を巡って裁判にまで発展した。

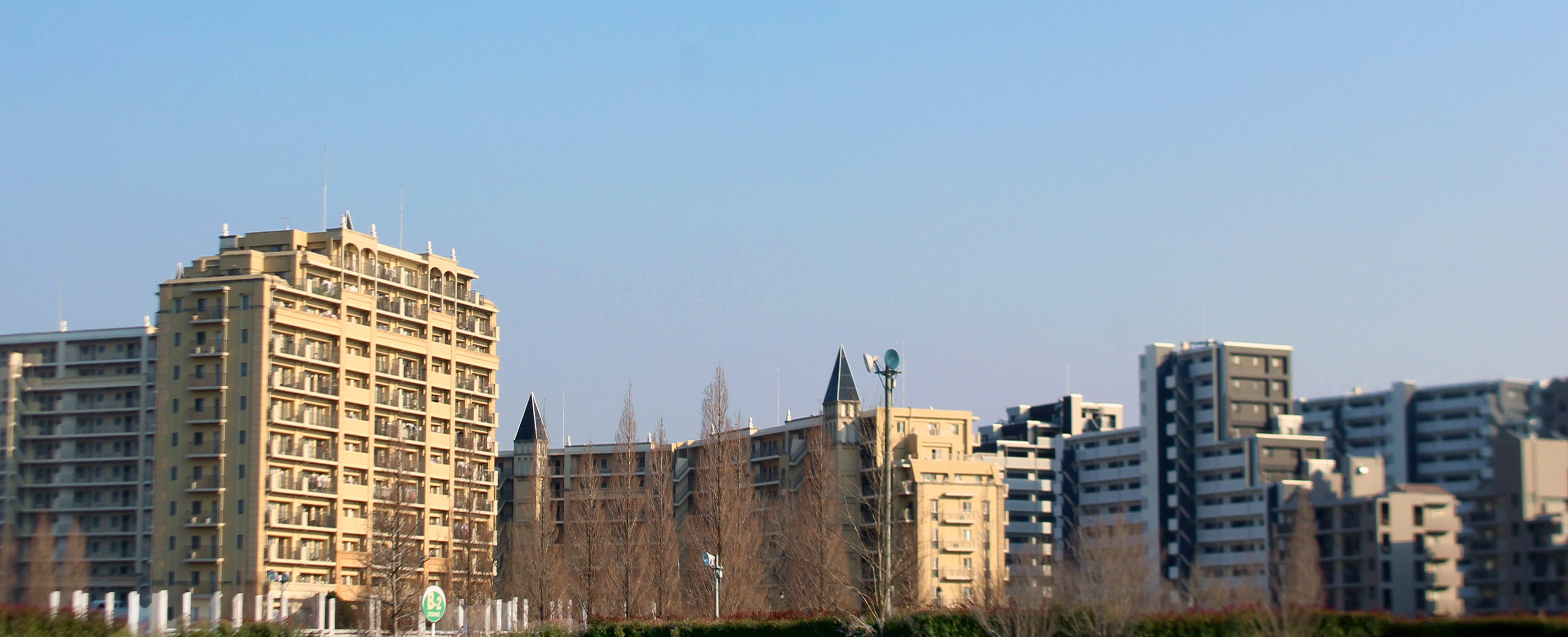
印西牧の原駅周辺のマンション群

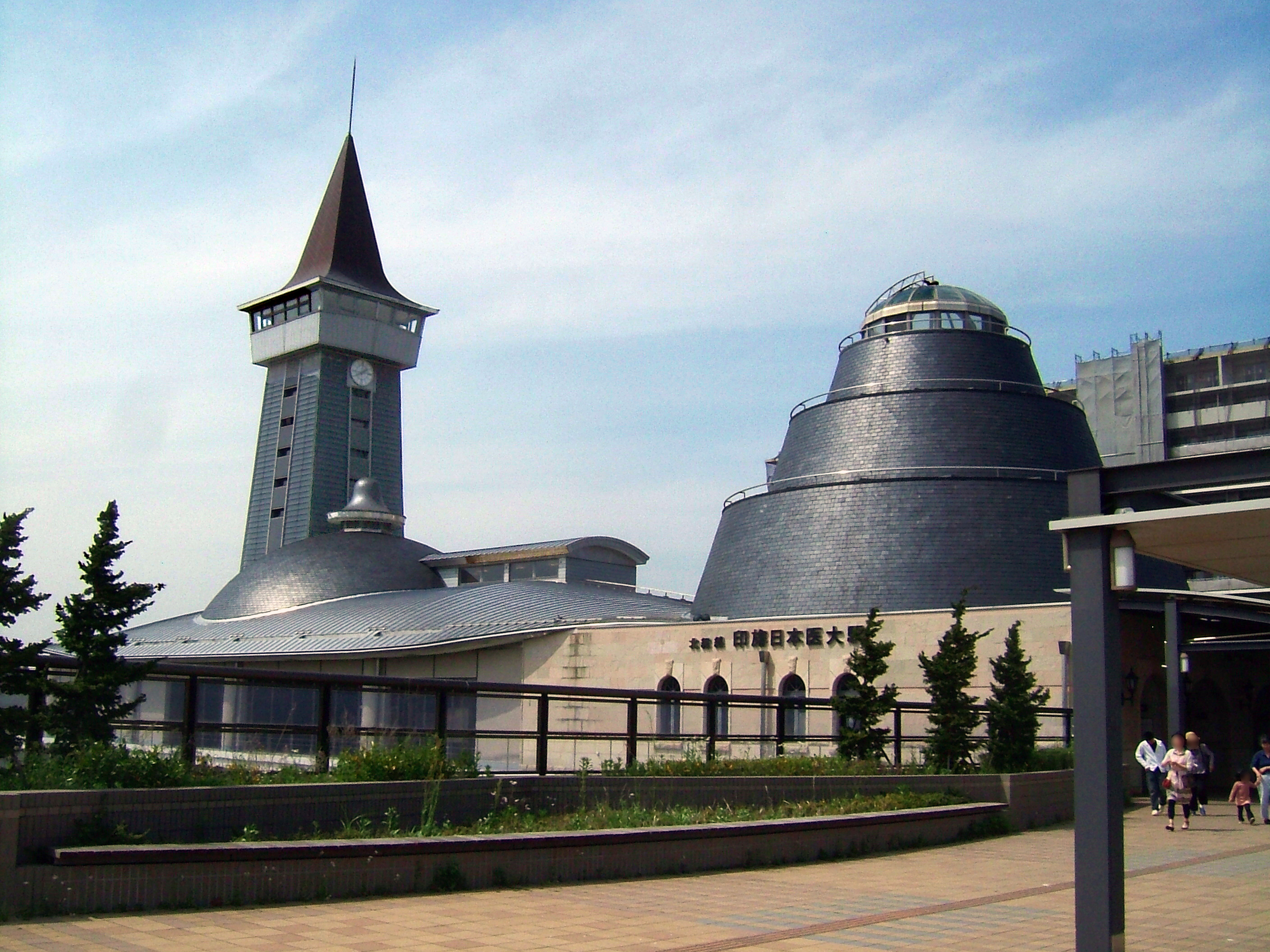
印旛日本医大駅（関東の駅百選）

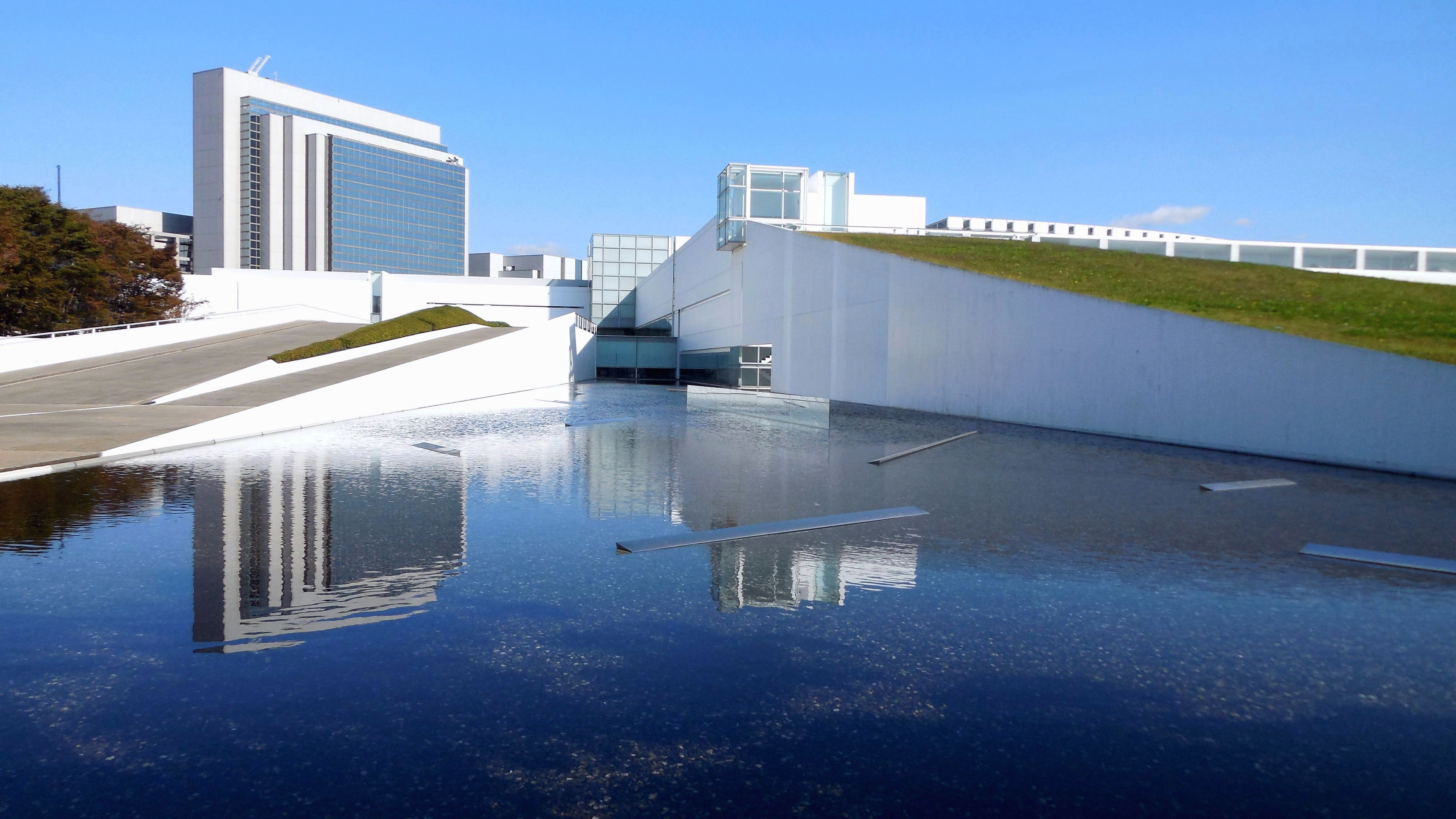
㈱竹中工務店 技術研究所

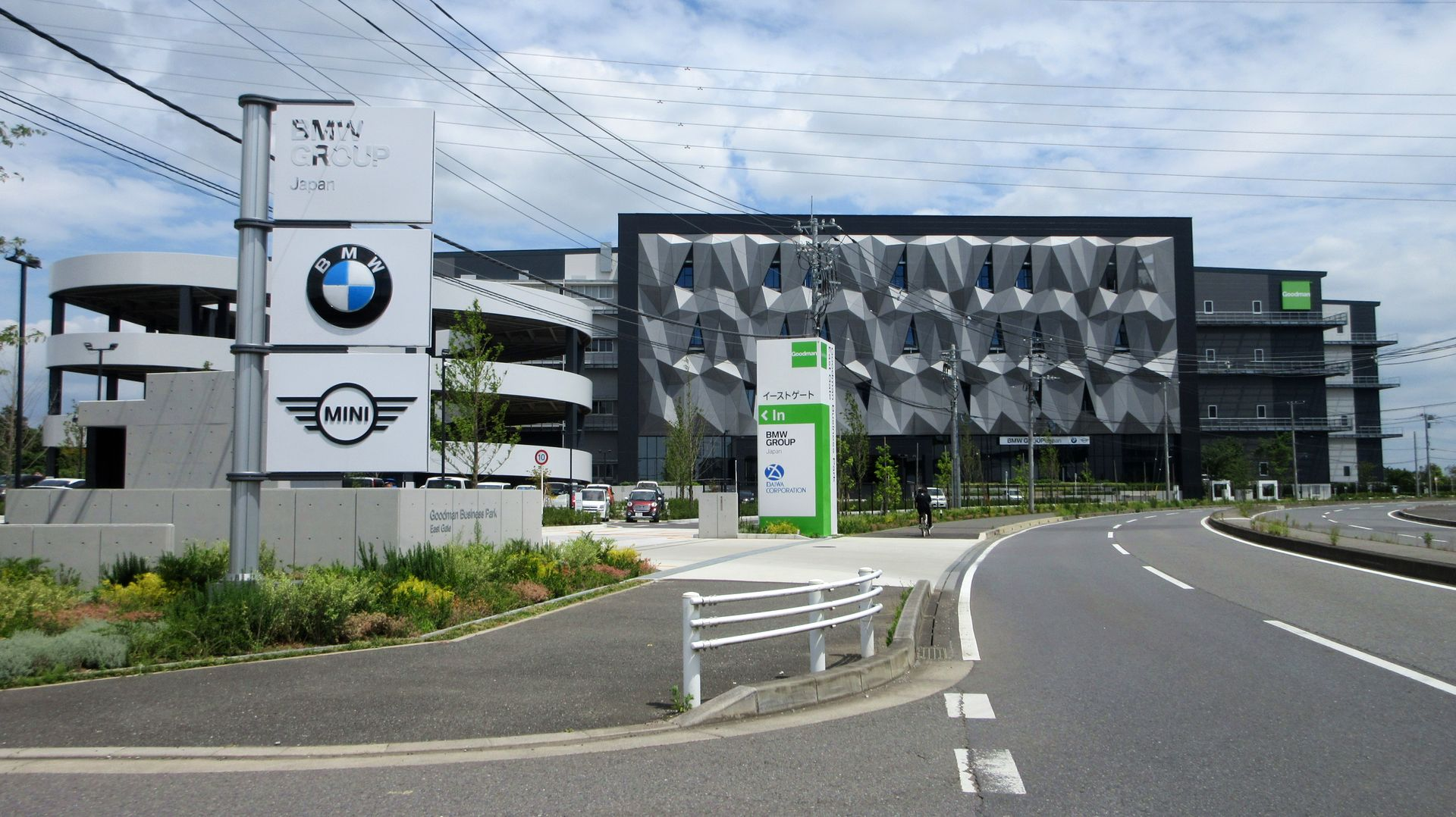
BMW JAPANの部品センター

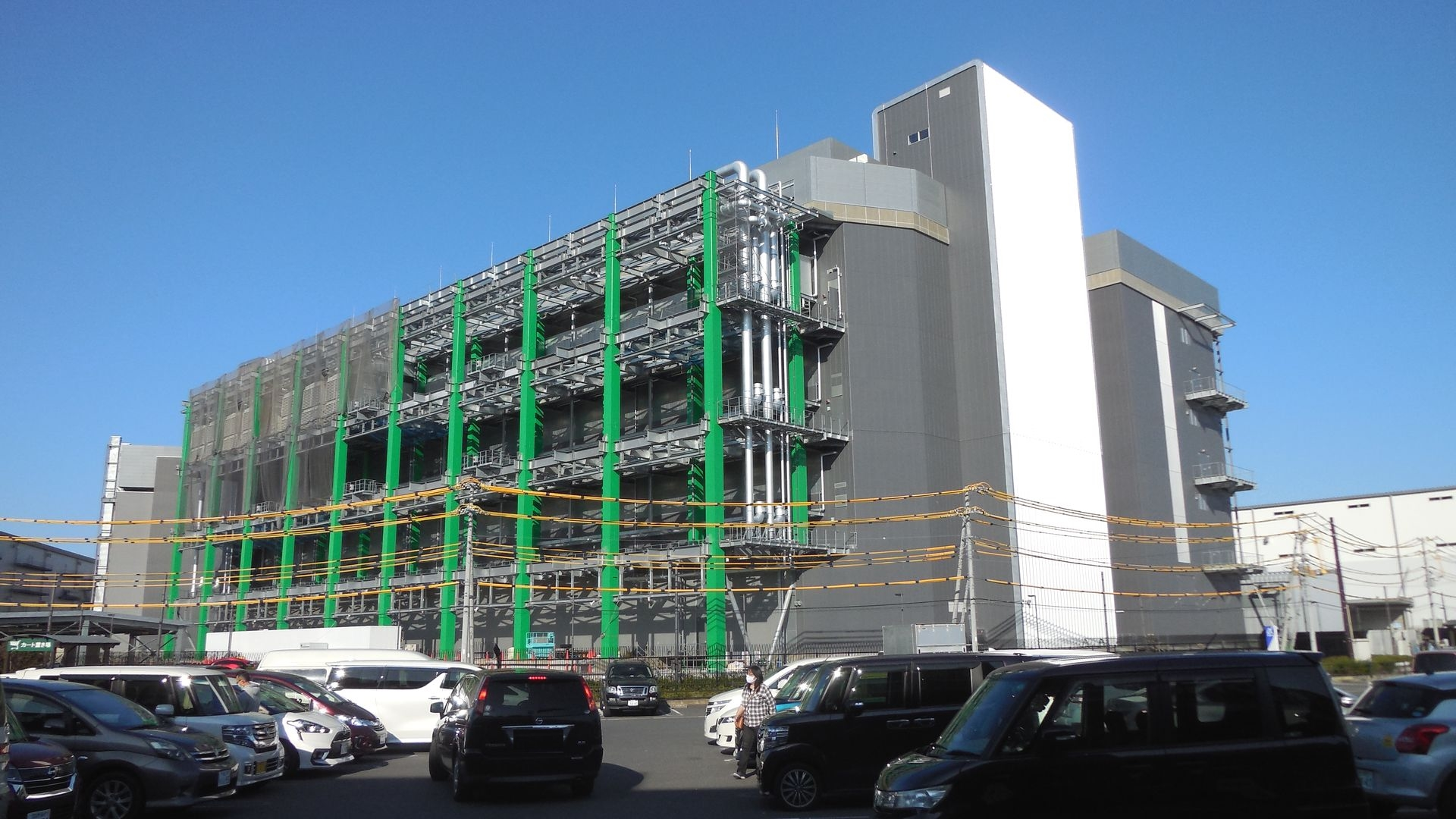
大規模物流施設の一つMFIP

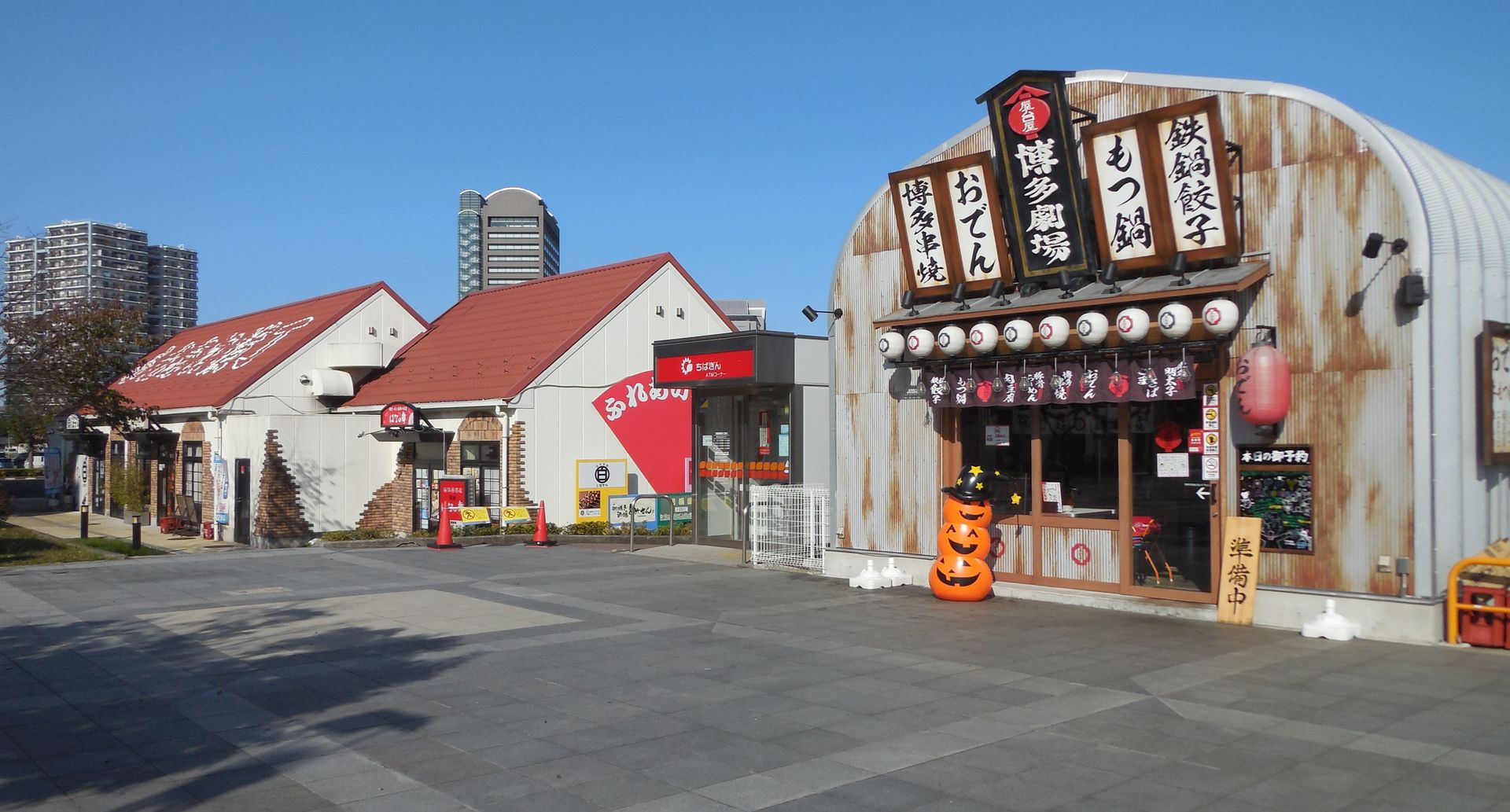
中央駅北口の飲食店

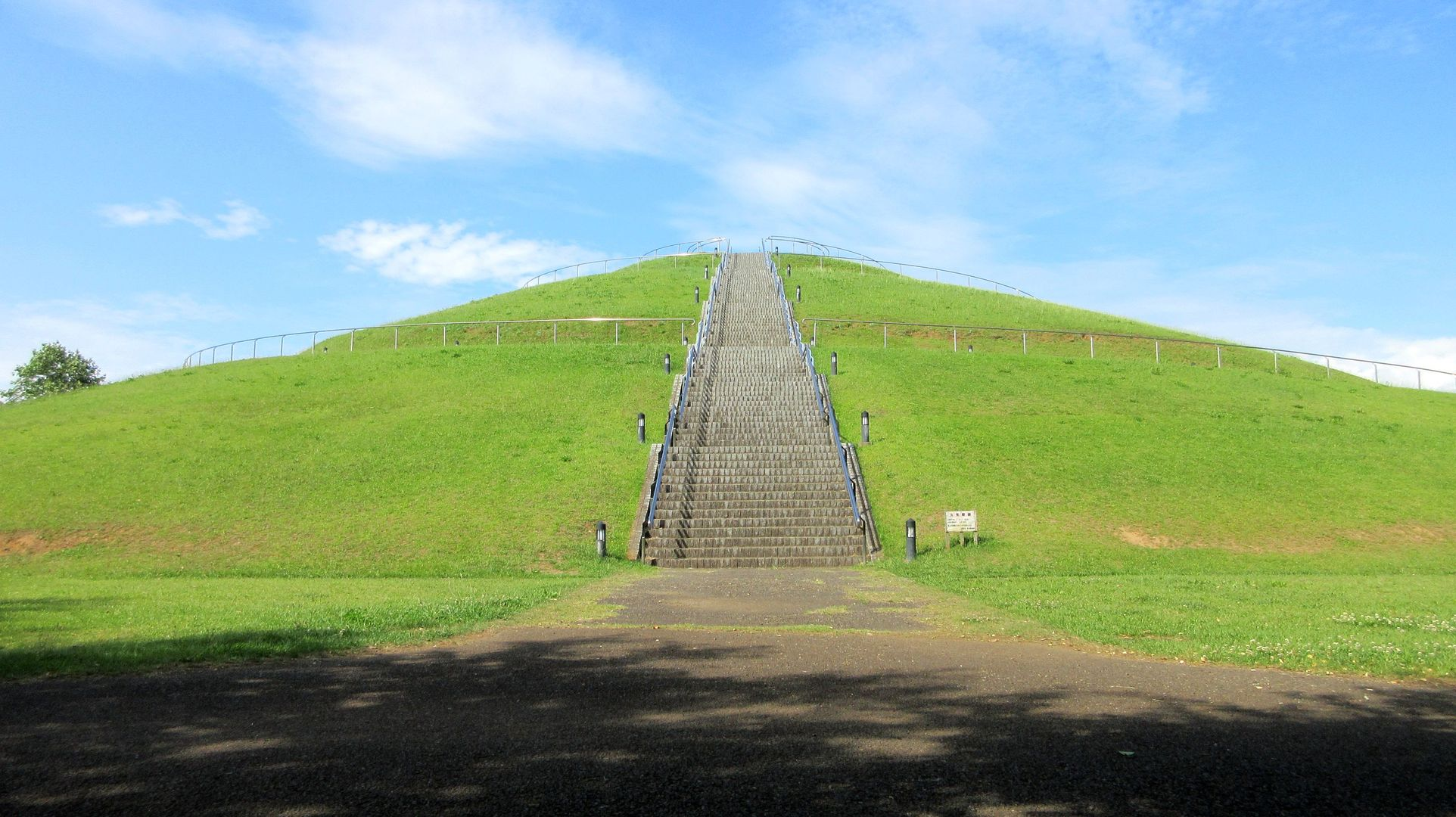
牧の原公園の古墳型展望台

| 区分     | 区分                     | 区分                     | 面積（ha） | 比率（%） |
| -------- | ------------------------ | ------------------------ | ---------- | --------- |
| 宅地     | 住宅用地                 | 住宅用地                 | 585        | 30        |
| 宅地     | 公益的施設用地           | 教育施設用地             | 86         | 4         |
| 宅地     | 公益的施設用地           | 購買施設用地             | 80         | 4         |
| 宅地     | 公益的施設用地           | その他の公益的施設用地   | 181        | 10        |
| 宅地     | 公益的施設用地           | 小計                     | 347        | 18        |
| 宅地     | 特定業務施設用地         | 特定業務施設用地         | 78         | 4         |
| 宅地     | 複合的土地利用（住宅系） | 複合的土地利用（住宅系） | 34         | 2         |
| 宅地     | 複合的土地利用（施設系） | 複合的土地利用（施設系） | 184        | 10        |
| 宅地     | 宅地計                   | 宅地計                   | 1,228      | 64        |
| 公共用地 | 道路用地                 | 道路用地                 | 447        | 23        |
| 公共用地 | 公園・緑地用地           | 公園・緑地用地           | 184        | 9         |
| 公共用地 | その他の公共施設用地     | その他の公共施設用地     | 71         | 4         |
| 公共用地 | 公共用地計               | 公共用地計               | 702        | 36        |
| 合計     | 合計                     | 合計                     | 1,930      | 100       |

## 開発地区
千葉ニュータウンは大きく分けて6つの地区がある。また千葉ニュータウン内には北総鉄道北総線6つ（うち2駅に成田スカイアクセス線の「アクセス特急」が停車）の駅が存在し、各地区に一駅ずつ位置している。駅は都心（品川・新橋方面）寄りから順に以下のとおりである。
至 新鎌ヶ谷駅 ← 西白井駅 - 白井駅 - 小室駅 - 千葉ニュータウン中央駅 - 印西牧の原駅 - 印旛日本医大駅 → 至 成田空港方面
4線が乗り入れ、同じくUR都市機構千葉事業部により開発されている新鎌ケ谷地区については千葉ニュータウンには含まれないが、千葉ニュータウンおよび新鎌ケ谷地区を含めたエリアの総称として「東京⇔成田 SKYGATEシティ」という名称のもと企業誘致が行われたことがある。
西白井地区
西白井駅付近、白井市。1979年（昭和54年）3月13日に街開きが行われ、3月9日に駅が開業。計画面積199ヘクタール、計画戸数6,250戸、計画人口、19,000人。3つの住区で構成されている。小室地区と共に、千葉ニュータウンで最初に入居が始まった地区である。街開きの3年後より日本中央競馬会競馬学校が隣接する場所に立地する。駅前にはマルエツ西白井店がある。
白井地区
白井駅付近、白井市。1979年（昭和54年）、西白井エリア街開きから5か月後、街開きが行われた。計画面積197ヘクタール、計画戸数5,500戸、計画人口16,300人。2つの住区で構成されている。白井エリアには、白井市役所や運動公園、文化センターなど、白井市の行政が集中するエリアでもある。駅周辺にはマルエツ白井店が南側に、ホームセンターなどが北側に立地している。駅前には集合住宅が林立する。
小室地区
小室駅付近、船橋市。1979年（昭和54年）3月13日に街開きが行われ、3月9日に駅が開業。計画面積90ヘクタール、計画戸数2,190戸、計画人口8,500人。1つの住区で構成されている。西白井地区と共に、千葉ニュータウンで最初に入居が始まった地区である。
千葉ニュータウン中央地区

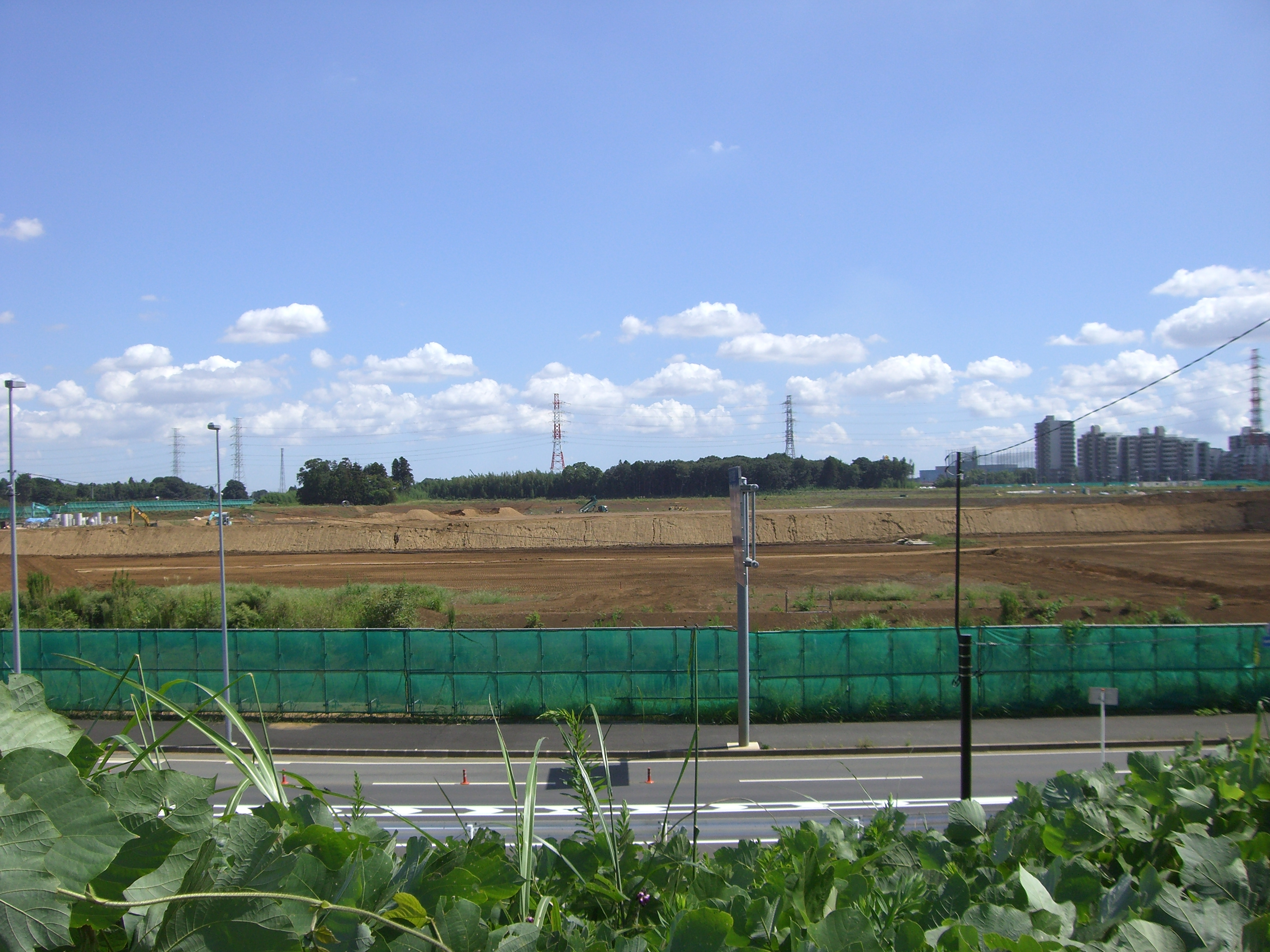
造成中の複合的土地利用（施設系）用地　（印西クリーンセンターの建設予定地）

千葉ニュータウン中央駅付近、白井市・印西市。1984年（昭和59年）に街開きが行われた。計画面積764ヘクタール、計画戸数20,250戸、計画人口61,900人。8つの住区で構成される。千葉ニュータウン最大のエリアで、都市景観100選に選定されている。
駅北側には、北総地区最大級のショッピングセンター「イオンモール千葉ニュータウン」や社会保険大学校（現・日本年金機構研修センター）、竹中技術研究所や三井住友海上などのオフィスビル群が林立し、ゴミ焼却処理施設の余熱を利用した温水センターなどがある。
また、中央駅周辺では、ゴミ空気輸送システムが導入された。空気の力でゴミを輸送し、常時捨てられゴミ収集前のカラスや猫によるゴミのまき散らしや臭いなども発生しないのが利点のインフラ施設で、国と住宅・都市整備公団（現在のUR都市機構）が約100億円を投じて建設した。しかし、収集量が当初予想を大幅に下回ったうえにゴミの分別への対応も困難であり、赤字改善は難しいとの判断から主要設備の耐用年数を迎える2010年3月31日をもって事業を中止した。輸送管の腐食による地盤沈下を避けるため、輸送管にモルタルを流し込んで補強する計画が立てられている。
駅南側には、計画面積50ヘクタールの県立北総花の丘公園などがあり、自然豊かな住環境が整備されている。
また、東京電機大学千葉ニュータウンキャンパス（2018年に施設を残して千住へ移転）や、東京基督教大学などの文教施設も駅南側に整備された。
印西牧の原地区

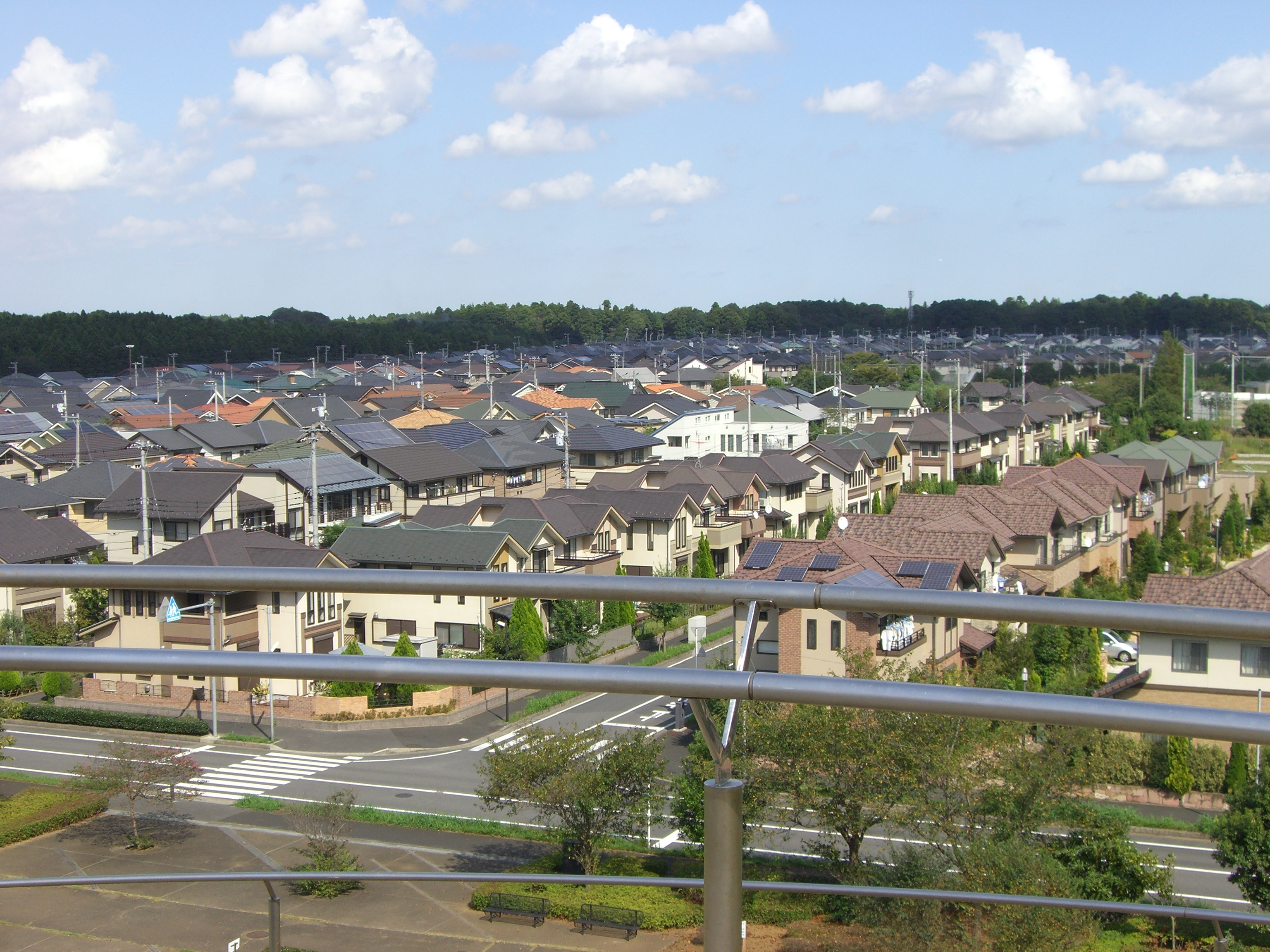
牧の原公園　ひょうたん山から滝野地区(東)方向

印西牧の原駅付近、印西市。1995年（平成7年）に街開きが行われた。計画面積579ヘクタール、計画戸数13,110戸、計画人口40,700人。5つの住区から構成されている。千葉ニュータウンで1990年代に入って街開きが行われたエリア。
「ビッグホップガーデンモール印西」をはじめとする大型商業施設の進出している。また、マブチモーターの研究所なども立地する。
2011年（平成23年）に駅北側のエリア（21住区）の街開きが行われ、開発が進行中である。なお、街の開発にあたっては国土交通省や環境省と連携し、低炭素推進事業のモデル地区として街づくりが行われている。
2013年（平成25年）、草深原に残された貴重な自然を開発で失われないように取り組みが行われる。
印旛日本医大地区

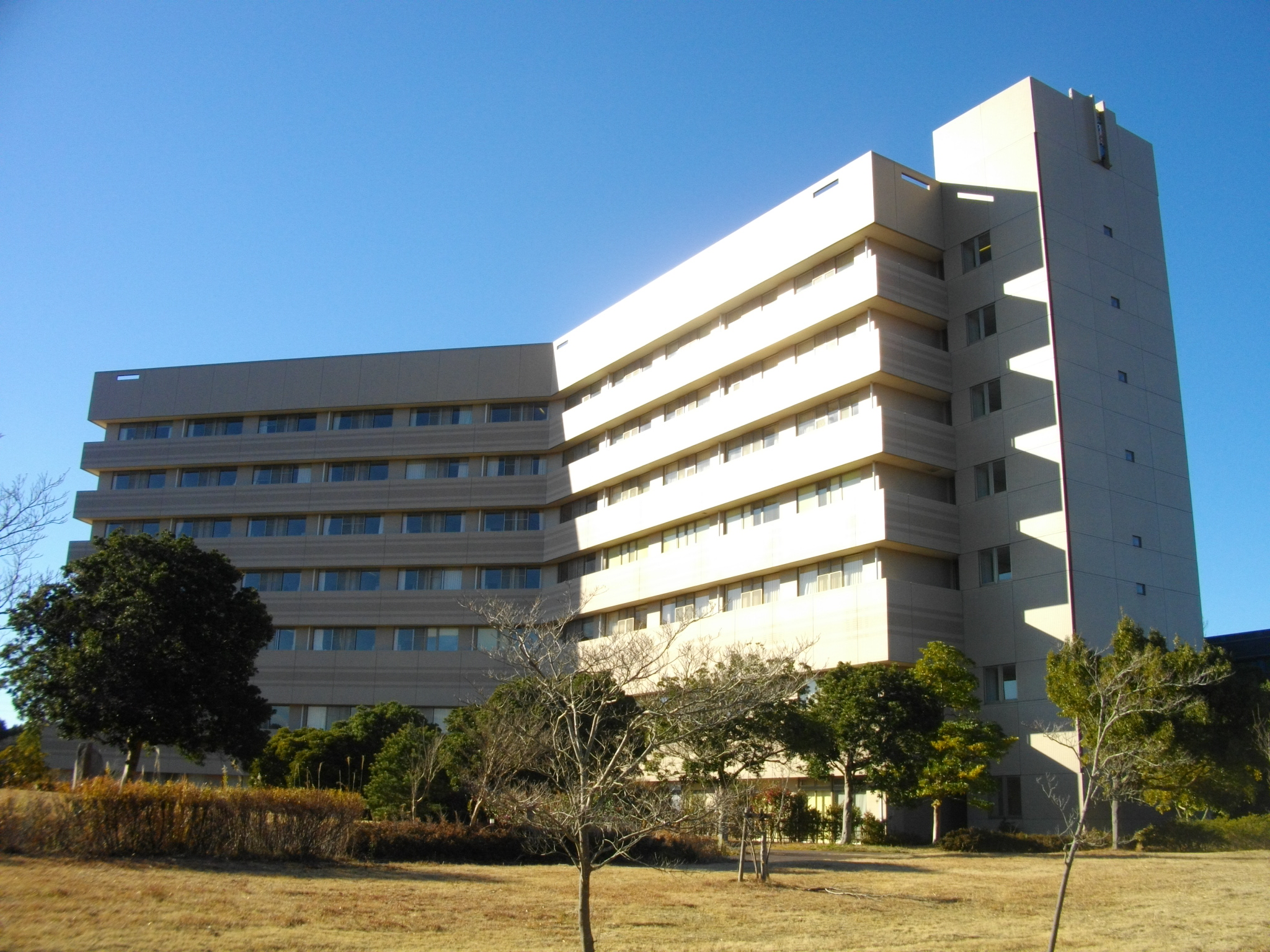
日本医科大学千葉北総病院

印旛日本医大駅付近、印西市。2000年（平成12年）に街開きが行われた。旧・印旛村にあたる地域であり「いには野（イニワノ）地区」と呼ばれている。計画面積104ヘクタール、計画戸数2,190戸、計画人口6,600人。1つの住区で構成されている。千葉ニュータウンで最後に街開きが行われたエリアである。駅の名の由来でもある日本医科大学千葉北総病院が立地する。この病院は北総エリア最大の基幹病院であり、ドクターヘリの基地病院でもある。また、千葉ニュータウン周辺の国道464号、国道296号、千葉県道65号佐倉印西線において、信号機制御で交差点を優先的に通過させるFAST（現場急行支援システム）と、救急車の救急走行時の通過地点を医療機関に伝えるMOCS（車両通行管理システム）を統合したM-MOCS（救急搬送支援システム）が導入されている。また、2010年7月17日には京成成田スカイアクセス線が開業した。2017年2月19日には並行する北千葉道路も開通した。2011年に当地区で唯一のスーパーマーケットが閉店し、買い物難民が発生したことによりテレビで取り上げられたが、2013年4月に別のスーパーマーケットが開店し、当該問題は終息した。

## 沿革
千葉県北部地域におけるニュータウン構想は、友納武人千葉県知事（当時）の発案によるとされる。県組織としての事業名称は千葉北部地区新住宅市街地開発事業であり、初期には千葉北部ニュータウン、北千葉ニュータウン、千葉北ニュータウンといった仮称が見られた。
- 1966年（昭和41年） - 事業計画制定。当初の計画人口は34万人。当時の計画面積は約2,912ヘクタール。
- 1967年（昭和42年）2月 - 用地買収開始[10]。
- 1969年（昭和44年）（昭和41年）5月 - 事業認可[10]。
- 1970年（昭和45年）3月 - 造成開始[10]。
- 1978年（昭和53年）3月 - 事業に宅地開発公団(現在のUR都市機構)が加わる[10]。
- 1979年（昭和54年）
  - 3月8日 - 北総線（北初富駅 - 小室駅間）開業[10]。
  - 3月13日 - 西白井・小室エリア入居開始[10]。
  - 8月 - 白井駅周辺の白井エリア入居開始。
- 1982年（昭和57年）3月23日 - 西白井エリアに日本中央競馬会競馬学校が開設。
- 1984年（昭和59年）3月 - 千葉ニュータウン中央駅開業[10]。ニュータウン中央エリア入居開始[10]。
- 1986年（昭和61年）12月 - 事業計画変更。計画人口17万6,000人。計画面積約1,933ヘクタール。
- 1991年（平成3年）3月 - 北総線都心乗り入れ開始。
- 1994年（平成6年）3月 - 印西牧の原（原・西の原）エリア入居開始[10]。
- 1995年（平成7年）4月 - 印西牧の原駅開業。
- 1996年（平成8年）4月 - 印西市制施行。
- 1997年（平成9年）3月 - 印西牧の原（滝野）エリア入居開始。
- 2000年（平成12年）
  - 3月 - 印旛日本医大（いには野）エリア入居開始[10]。
  - 4月 - 千葉県立「北総花の丘公園」が暫定オープン。
  - 7月22日 - 印旛日本医大駅開業[18]。
- 2001年4月 - 白井市制施行。
- 2005年（平成17年）10月6日 - 印西牧の原駅前にショッピングセンター「牧の原モア」が開業[19]。
- 2006年（平成18年）4月21日 - 「イオン千葉ニュータウンショッピングセンター（現・イオンモール千葉ニュータウン）」が開業[20]。
- 2007年（平成19年）9月 - 「ビッグホップガーデンモール印西」が開業[21]。
- 2009年（平成21年）4月 - 千葉県立「北総花の丘公園」が全面開園。
- 2010年（平成22年）
  - 3月 - 印旛村および本埜村が印西市に編入合併。
  - 7月 ‐ 成田スカイアクセス線開通[10]。
- 2014年（平成26年）
  - 3月 - 新住宅市街地開発事業終了[22]

## 市町村合併
2003年（平成15年）には、関連する印西市・白井市・印旛村・本埜村の2市2村による合併協議会が設立され、住民公募に基づいて新市名を「北総市」と決めたが、翌年に行われた白井市の住民投票の結果、反対票が賛成票の2倍以上の数となり、解散した。
その後、印西市・印旛村・本埜村の1市2村の枠組みで、市町村の合併の特例等に関する法律（新合併特例法）の期限である2010年3月末までの合併に関する話合いを行うために、2008年10月に合併問題懇談会が、2009年1月には合併協議会が設置された。なお、合併方式は印西市に印旛村、本埜村を編入する編入合併となり、2010年（平成22年）3月23日に「新・印西市」が誕生した。

## 施設

### 行政施設
- 白井市役所
- 船橋市役所小室連絡所
- 印西市中央駅前出張所
- 印西市中央駅前センター
- 印西市牧の原出張所
- 印西市滝野出張所
- 印西市印旛支所

### 業務地区
千葉ニュータウン中央駅北東側には「都心東地区」と命名された業務地区があり、電気・通信・冷暖房などを統合した共同溝を地区内に張り巡らせると共に、地盤が堅固で都心に近いことなどを生かして、金融機関や情報通信関連の企業の招致を進めた。
その結果、銀行や保険会社などの金融機関や独立系システムインテグレータの電算システム（勘定系システム・ホストコンピュータやバックアップシステム、ウェブサイトのサーバなど）を配置したデータセンター・インターネットデータセンターや、メーカーの研究開発拠点などが進出し、2014年（平成26年）3月時点で約7,000人が働いている。

#### 情報システム系統

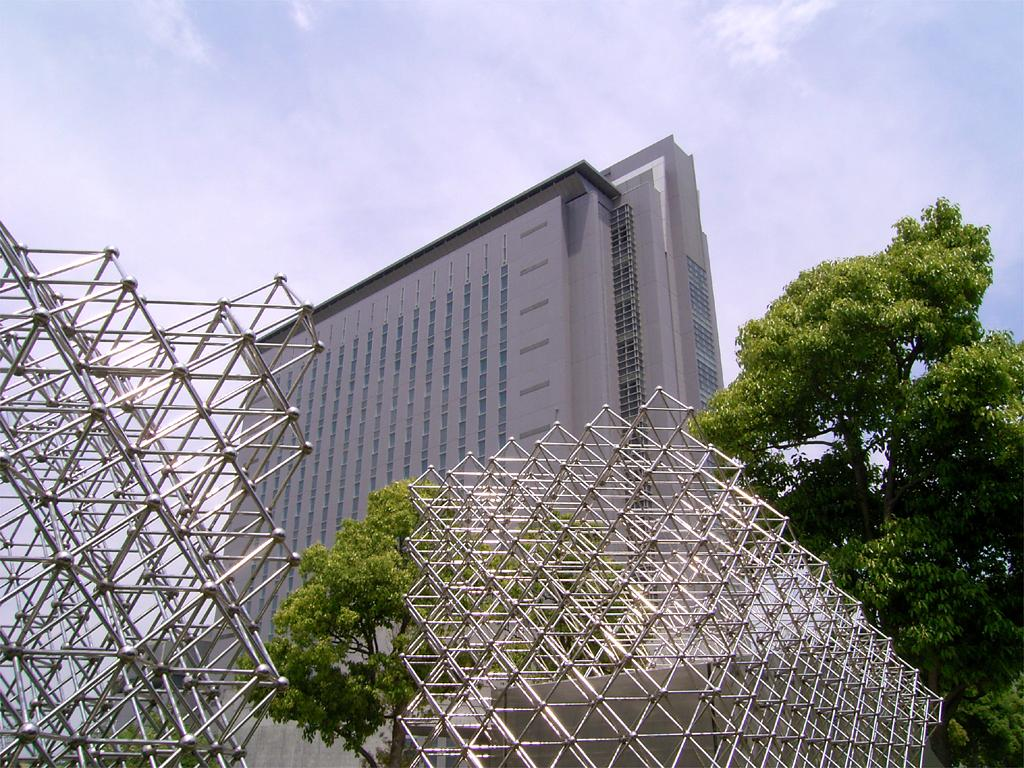
三菱UFJ銀行千葉センタービル

- 三菱UFJ銀行千葉ニュータウンセンター（旧三和銀行・UFJ銀行メインセンター）
- 三菱総研DCS千葉情報センター
- みずほ銀行（旧・第一勧業銀行）千葉事務センター
- さくら情報システム千葉事業所
- フコク情報システム（富国生命内）
- 東京海上日動火災保険（旧・日動火災）千葉ニュータウンセンター
- 三井住友海上火災保険千葉ニュータウンセンター（旧・三井海上）
- 労働金庫連合会東日本情報センター
- ゆうちょ銀行東日本貯金事務計算センター（旧・郵便貯金）
- NTTデータ千葉ニュータウンビル
- CSKサービスデータセンター（東洋信託銀行のシステムセンター建物を買収し、インターネットデータセンターとして転用）
- ソフトバンク（旧:日本国際通信）千葉ビル

#### 事務系施設
- 富国生命保険千葉ニュータウン本社
- 千趣会コールセンター
- 住友生命保険千葉研修所

#### 研究開発系施設
- マブチモーター技術センター
- 竹中工務店技術研究所
- 神田通信工業千葉事業所

### 主な商業施設

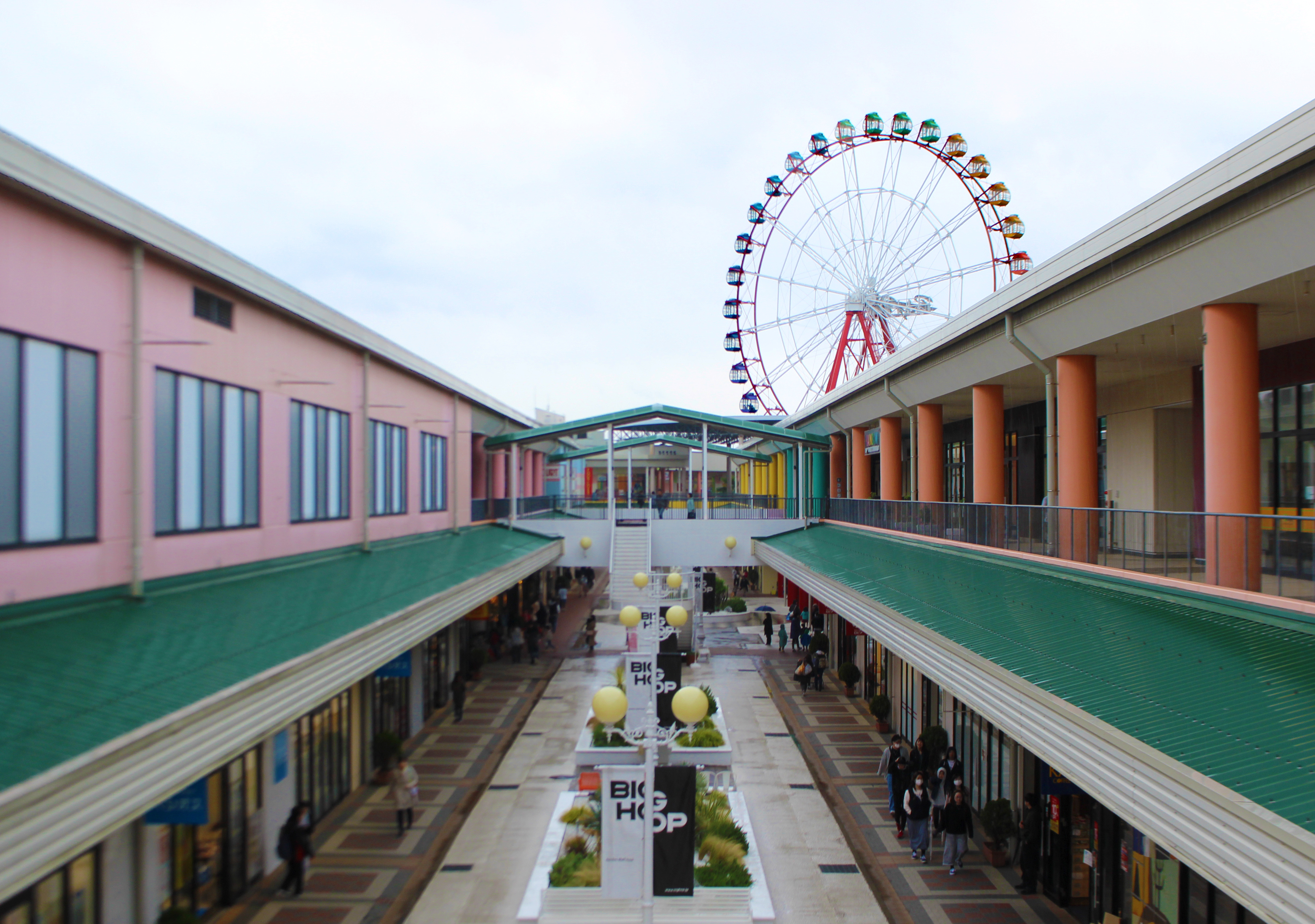
ビッグホップガーデンモール印西

- イオンモール千葉ニュータウン - 2006年（平成18年）4月21日に「イオン千葉ニュータウンショッピングセンター」として開業[20]。
- アルカサール（ALCAZAR）
- ビッグホップガーデンモール印西（BIGHOP印西） - 2007年（平成19年）9月に開業[21]。
- 牧の原モア - 2005年（平成17年）10月6日に開業[19]。
- USシネマ千葉ニュータウン（シネマコンプレックス）
- ジョイフル本田 - 2002年（平成14年）12月17日に開業[24]。
- アクロスプラザ千葉ニュータウン中央
- アクロスプラザ千葉ニュータウン南
- ホーマックスーパーデポ白井店
- ケーヨーデイツー白井店
- 島忠ホームズ千葉ニュータウン店
- ニトリ千葉ニュータウン店[25]
- メガマックス千葉ニュータウン店
- 東京インテリア家具千葉ニュータウン店[26]
- コストコ千葉ニュータウン倉庫店 - 2013年7月開業
- カインズモール千葉ニュータウン - 2013年（平成25年）11月7日に開業で、カインズとベイシアなどが出店[27]。
- イオン千葉ニュータウン店
- ドン・キホーテ千葉ニュータウン店
- ヤオコー千葉ニュータウン店
- ベルク - フォルテ千葉ニュータウン店、フォルテ白井店
- カスミ - 原山店、フードスクエア西の原店
- マルエツ - フォレストモール印西牧の原店、西白井店（西白井駅前センタービル）[11]、白井店（白井駅前センタービル）[11]
- ロピア印西BIG HOP店
- ジャパンミート千葉ニュータウン店
- タイヨー - ビックハウス印西店、シロイマート店
- ランドロームジャパン - 西白井店（1988年（昭和63年）開業[28]）、ニュータウン南店（千葉ニュータウン店として、1998年（平成10年）11月開業[29]）
- ナリタヤ印旛日本医大店
- しまむら - 牧の原店、白井店
- ユニクロジョイフル千葉NT店
- ジーユーアクロスプラザ千葉ニュータウン店
- パシオス - 印西牧の原店、白井店
- アルペン (企業) - 傘下のスポーツDEPO、GOLF5が出店
- ヒマラヤイオンモール千葉ニュータウン店
- ヤマダデンキテックランド千葉ニュータウン店
- ケーズデンキ - 千葉ニュータウン店、白井店、白井駅前店
- ノジマイオンモール千葉ニュータウン店

### 医療機関
- 日本医科大学千葉北総病院

### 宿泊施設
- ホテルルートイン千葉ニュータウン中央駅前 -成田空港 アクセス線-
- 東横イン千葉印旛日本医大駅前
- アパホテル千葉印西牧の原駅前
- ビジネスホテルMARK1

### 観光名所
- 北総花の丘公園

### その他の施設
- JRA競馬学校

## 教育施設

### 西白井エリア
中学校
- 白井市立大山口中学校
- 白井市立七次台中学校

小学校
- 白井市立大山口小学校
- 白井市立清水口小学校
- 白井市立七次台小学校

### 白井エリア
中学校
- 白井市立南山中学校

小学校
- 白井市立池の上小学校
- 白井市立南山小学校

### 小室エリア
中学校
- 船橋市立小室中学校

小学校
- 船橋市立小室小学校

### 千葉ニュータウン中央エリア
大学
- 東京電機大学 千葉ニュータウンキャンパス
- 東京基督教大学

　※他に、社会保険大学校（現・日本年金機構研修センター）が存在した。
中学校
- 白井市立桜台中学校
- 印西市立木刈中学校
- 印西市立原山中学校
- 印西市立船穂中学校

小学校
- 白井市立桜台小学校
- 印西市立木刈小学校
- 印西市立小倉台小学校
- 印西市立原山小学校
- 印西市立内野小学校
- 印西市立高花小学校

### 印西牧の原エリア
高等学校
- 千葉県立印旛明誠高等学校（ニュータウン事業区域外）

中学校
- 印西市立西の原中学校
- 印西市立滝野中学校

小学校
- 印西市立西の原小学校
- 印西市立原小学校
- 印西市立滝野小学校
- 印西市立牧の原小学校

### 印旛日本医大エリア
専門学校
- 日本医科大学千葉看護専門学校

中学校
- 印西市立印旛中学校

小学校
- 印西市立いには野小学校

## 交通

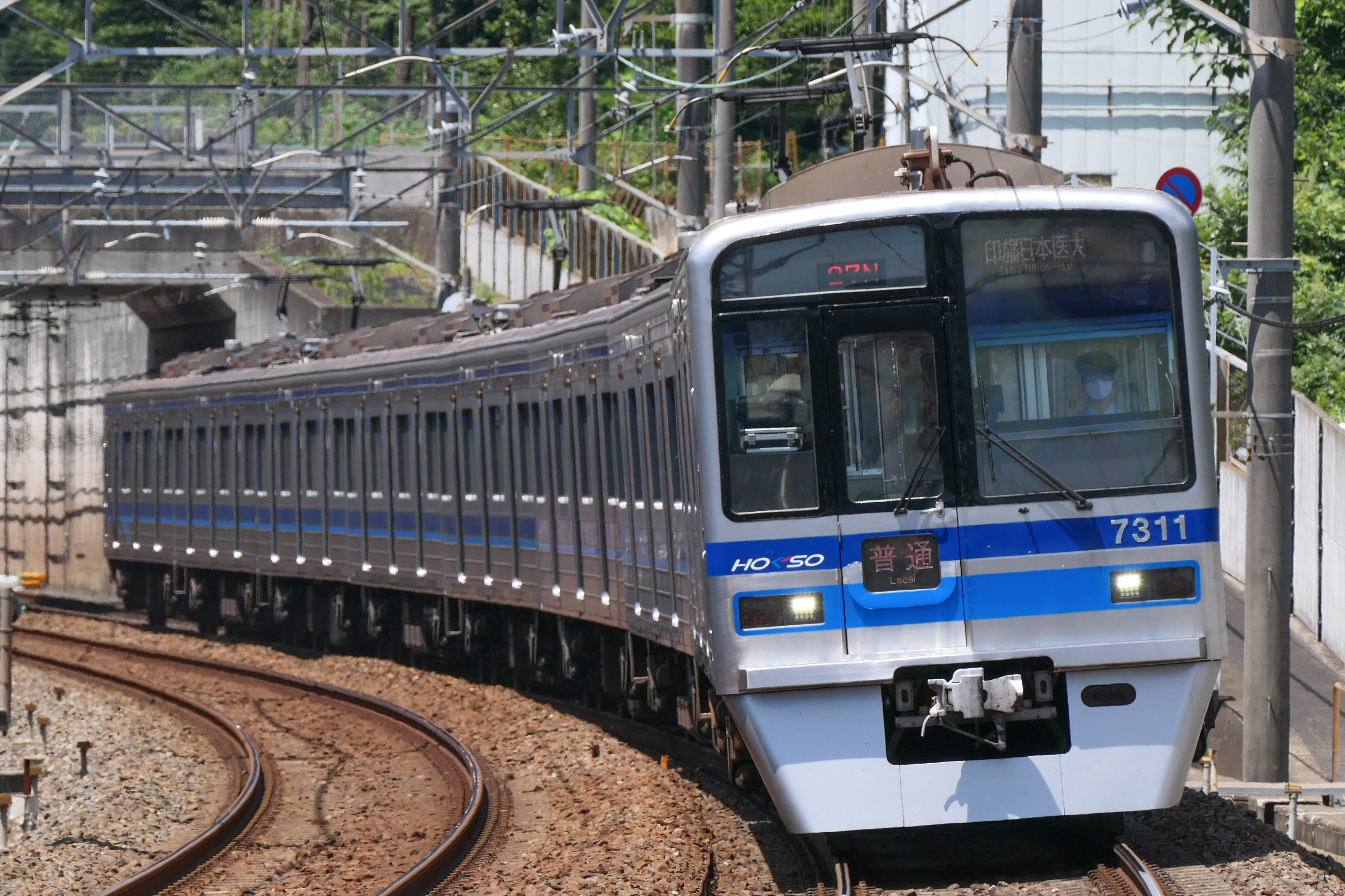
北総鉄道

### 鉄道
1967年の構想段階では周辺の東武野田線、新京成線、国鉄成田線の駅へバス路線で旅客を輸送する想定だった。1972年の都市交通審議会答申第15号で1号線および10号線のニュータウン延伸が盛り込まれたが、その後計画が縮小された。2025年時点では2事業者がニュータウン内で鉄道を運行している。
- 北総鉄道北総線 - 小室駅 - 印旛日本医大駅間の施設は千葉ニュータウン鉄道が保有
- 京成電鉄成田空港線（成田スカイアクセス） - 上記と同じ線路を使用する（施設は北総鉄道、千葉ニュータウン鉄道が保有）

#### 計画中止路線・駅
- 計画では、北総線は京成高砂 - 小室のみで、北総線に並行して都営新宿線の延長となる千葉県営鉄道北千葉線（本八幡 - 新鎌ヶ谷 - 小室 - 印旛松虫）も建設が予定され、新鎌ケ谷 - 小室間は北総線の南側に沿う形で用地も確保されていた。
- 県営北千葉線の当初の計画では、谷田（小室 - 千葉ニュータウン中央間）、印西天王前（千葉ニュータウン中央 - 印西牧の原間）の2駅も予定されていた。
- 1970年代には、当時の国鉄により成田新幹線（東京 - 千葉ニュータウン - 成田空港）が計画されるも、沿線住民の反対運動により建設中止となっている[31]。千葉ニュータウン中央駅西方 - 印旛日本医大間においては、北総線の線路の北側に並行して新幹線用に確保された用地を、太陽光発電用のソーラーパネルに転用し設置されている。

### バス

#### 路線バス
- ちばレインボーバス
- 船橋新京成バス
- 鎌ヶ谷観光バス「生活バスちばにう」
- 成田空港交通　※新橋駅・有楽町駅・東京駅・松戸駅・西船橋駅などからの深夜急行バス

#### コミュニティーバス
- 印西市ふれあいバス
- 白井市コミュニティーバス「ナッシー号」

### 道路

#### 国道
- 国道464号
千葉ニュータウンを東西に横断する道路。片側2車線である。かつては週末の午後などに、一部区間で渋滞が発生していたが、北千葉道路の一部開通により、現在では以前より緩和されている。
- 国道16号
千葉ニュータウンを南北に縦断する道路。
- 北千葉道路
国道464号のバイパスであり、2012年5月25日に千葉ニュータウン駅西側より印西牧の原駅までの区間が片側2車線で開通。2014年5月15日には印西牧の原駅から印旛日本医大駅まで開通した。印旛日本医大駅以東成田市方面は、2019年3月25日現在、成田市押畑までの区間が開通している[32]。

#### 県道

##### 主要地方道
- 千葉県道4号千葉竜ヶ崎線
- 千葉県道59号市川印西線
- 千葉県道61号船橋印西線
- 千葉県道65号佐倉印西線
- 千葉県道64号千葉臼井印西線

##### 一般県道
- 千葉県道189号千葉ニュータウン北環状線
- 千葉県道190号千葉ニュータウン南環状線
- 千葉県道191号西白井停車場線
- 千葉県道192号白井停車場線
- 千葉県道193号小室停車場復線

## 成田・千葉ニュータウン業務核都市基本構想
千葉県では、多極分散型国土形成促進法に基づく、成田・千葉ニュータウン業務核都市基本構想を作成し、2004年3月23日主務大臣（国土交通省、総務省、経済産業省、厚生労働省）の同意を得て、同年4月6日県報に告示した。今後は、本基本構想に基づき、成田地域（成田市、富里市（一部））と千葉ニュータウンの中央部・東部の地域（印西市（一部）、白井市（一部））を一体の業務核都市として国、県、地元市町村等と連携を図りながら、積極的に育成整備を推進していくことになる。

## 千葉ニュータウンの問題と課題
近年の郊外型大型店舗の進出による交通渋滞など、街の拡大と時代の変化による問題が発生している。開発区域内に希少生物が見つかるなど、開発と自然環境保護の問題にも直面している。
千葉県企業庁と都市再生機構は、2014年（平成26年）3月31日をもって新住宅市街地開発事業である千葉ニュータウン事業を完了し、清算基本協定を締結しており、現在は、2018年度まで事業清算の期間中となっており、土地売却を行っている。住宅用約90ヘクタールを含めて約286ヘクタールの未処分地が事業完了時点で残ることになった。計画当初は2,912ヘクタールを開発して、計画人口34万人を見込んでいたが、1970年代のオイルショックや1990年代のバブル崩壊などで、事業縮小を余儀なくされ、2015年（平成27年）11月時点の開発面積は約1,930ヘクタールで、計画人口は45,600戸 / 143,300人となっている。実際の人口は、2021年（令和3年）12月末時点で105,175人に留まっている。都市再生機構によると全国のニュータウン整備事業・特定土地区画整理事業については、2018年度までに土地の供給・処分を完了するとしている。独立行政法人の整理合理化計画に基づくもので、都市再生機構は全国のニュータウンについて、完成宅地化・現況処分・素地処分の、処理区分のランク付けを行っており、この処理区分が適用されている。しかし、事業完了に向けた取組が計画的かつ的確に行われるのかどうか、会計検査院からも実現可能性等について指摘を受けている。都市再生機構は、第三期中期目標において「残る土地については、中期目標期間中の供給・処分完了に向けた取組を促進する。」とのみ言明している。一方、千葉県企業庁の事業については、独立採算制で行われている。未回収資金については保有資金（剰余金）で対応する方針と表明されている。参考として多摩ニュータウンでは、最終的に事業の債務超過部分について、一般会計（税金）から穴埋めが行われた。
印西牧の原駅北側において工事が進行中の21住区は、40年近く前に粗造成された後に工事が中断されていたため、その一部に自然を残しているが、希少生物が見つかったことから自然環境保護の問題が生じている。
国道464号沿道に、ロードサイド型の大型ショッピングセンターが相次いでオープンしていることもあり、土曜・休日になると慢性的な渋滞が発生している。なお、これら渋滞緩和を目的とし、国道464号で北千葉道路がバイパス道路として2012年（平成24年）5月25日に一部供用開始されたが、合流車線の確保目的で側道が一部1車線化された。その後、緊急対策として側道が合流部を除き2車線に戻された他、草深ランプが上下線とも当面の間閉鎖とされたが、下り線は印旛日本医大延伸と同時に使用が再開されている。
国道464号（100メートル道路）の掘割部には建設中止となった成田新幹線用地がそのまま残されているが、千葉県は太陽光発電の事業に転用し民間事業者を公募して賃借契約を結ぶと、2014年（平成26年）6月に議会答弁した。旧成田新幹線用地などの造成宅地は、造成費用に見合った価格で賃貸しなければその価値分の回収が出来なくなることから、低廉な発電事業用地の賃料と価格面で一致しないが、地方公営企業会計制度の見直しにより平成26年度から減損会計が千葉県企業庁で導入されることから、減損後の用地価格に見合った賃料の適用が可能になり、発電事業の公募も可能となっていた（県企業庁事業は独立採算制で行われており、税金の投入は行われていない）。

## 千葉ニュータウンでロケーション撮影された主な作品
- 映画 「電車男」（2005年公開）
- ドラマ 「野ブタ。をプロデュース」（2005年、日本テレビ）[47]
- ドラマ 「ブラックジャックによろしく」（2003年、TBS）
- ドラマ 「コード・ブルー -ドクターヘリ緊急救命-（2008年 - 2017年、フジテレビ）
- 映画 「僕だけがいない街」（2016年公開）
  - また北総鉄道がロケ誘致に積極的であり、駅構内でのロケ・撮影も行われている。印西牧の原駅#当駅が登場する主な作品の項も参照のこと。
- 神聖かまってちゃん「33才の夏休み」MusicVideo (2018年6月14日公開)
- ドキュメンタリー番組『日経スペシャル ガイアの夜明け』（2022年6月3日=地上波・テレビ東京系、6月14日=BSテレ東）「弱みを強みに変える!!関東近郊の街、大逆転の秘密」 - 上述の千葉ニュータウン開発の失敗を教訓に世界的な企業の研究機関やショッピングセンター、住宅街の開発が急加速している現状を取材したもの。